# Я всё равно этого не делал
«Я всё равно этого не делал» (яп. それでもボクはやってない, в зарубежном прокате — англ. I Just Didn't Do It) — фильм японского режиссёра Масаюки Суо, снятый и выпущенный в 2006 году, с Рё Касэ, Асакой Сэто и Кодзи Ямамото в главных ролях. Картина стала первой работой Суо в драматическом жанре и первой кинокартиной после десятилетнего перерыва (последней работой Суо до данного фильма являлась комедия «Давайте потанцуем?»). Ведущей темой фильма стала судебная система Японии и взаимодействие с ней простого человека.
Фильм показал невысокие результаты по кассовым сборам, однако получил высокие оценки критиков и был удостоен ряда наград и номинаций Азиатской кинопремии, «Голубой ленты», Премии Японской киноакадемии.

## История создания
«Я всё равно этого не делал» стал для Масаюки Суо первой режиссёрской работой после продолжительного перерыва. По словам самого Суо, на съёмки этого фильма его вдохновила история, прочитанная им в одной из токийских газет, об осуждённом за тикан японце, который впоследствии, после вынесения приговора, последовательно добивался пересмотра дела, в результате чего он был оправдан в высшей судебной инстанции. При этом Суо отмечал, что был возмущён тем, как судебная система перекладывает бремя доказательства своей невиновности на самих обвиняемых. При этом он также отмечал, что с его стороны съёмкам предшествовала глубокое исследование данной проблемы для подробного воссоздания условий судебного процесса в фильме.

## Сюжет
Тэппэй Канэко (Рё Касэ) обвиняется в тикане, в сексуальном домогательстве в общественном транспорте. Несмотря на уговоры полицейских и адвоката, предлагающих ему признать свою вину и решить дело во внесудебном порядке, Тэппэй продолжает утверждать, что он не совершал действий, в которых он обвиняется. Тем не менее, из-за судебного дела жизнь Канэко рушится, но даже при этом он стремится доказать свою невиновность.

## В ролях
| Актёр         | Роль            |
| ------------- | --------------- |
| Рё Касэ       | Тэппэй Канэко   |
| Асака Сэто    | Рико Судо       |
| Кодзи Ямамото | Тацуо Сайто     |
| Масако Мотай  | Тойоко Канэко   |
| Кодзи Якусо   | Масаюси Аракава |

## Критика
«Я всё равно этого не делал» получил положительные оценки критиков. Обозреватели отмечали высокий уровень режиссуры Масаюки Суо, удачный подбор актёров и убедительность их игры. В то же время рецензенты называли одним из недостатков несколько избыточный, по их мнению, хронометраж картины. Ник Шэнгер из Slant Magazine к положительным сторонам фильма отнес правдоподобное и подробное изображение судебной системы Японии, а также выделил скудное, по сравнению с предыдущей работой Суо, музыкальное сопровождение и слабо выраженную мелодраматическую составляющую.

## Награды и номинации
| Премия                       | Год  | Категория                                          | Результат |
| ---------------------------- | ---- | -------------------------------------------------- | --------- |
| Премия Японской киноакадемии | 2008 | Лучшая актриса второго плана (Масако Мотай)        | Победа    |
| Премия Японской киноакадемии | 2008 | Лучший монтаж (Дзунити Кикути)                     | Победа    |
| Премия Японской киноакадемии | 2008 | Лучшая работа художника-постановщика (Киоко Хэя)   | Победа    |
| Премия Японской киноакадемии | 2008 | Лучший фильм                                       | Номинация |
| Премия Японской киноакадемии | 2008 | Лучший актёр (Рё Касэ)                             | Номинация |
| Премия Японской киноакадемии | 2008 | Лучший режиссёр (Масаюки Суо)                      | Номинация |
| Премия Японской киноакадемии | 2008 | Лучший сценарий (Масаюки Суо)                      | Номинация |
| Премия Японской киноакадемии | 2008 | Лучший монтаж (Дзунити Кикути)                     | Номинация |
| Премия Японской киноакадемии | 2008 | Лучшая операторская работа (Наоки Каяно)           | Номинация |
| Премия Японской киноакадемии | 2008 | Лучшее освещение (Тацуя Нагата)                    | Номинация |
| Премия Японской киноакадемии | 2008 | Лучшая композиторская работа (Ёсикадзо Суо)        | Номинация |
| Премия Японской киноакадемии | 2008 | Лучшее качество звука                              | Номинация |
| «Голубая лента»              | 2008 | Лучшая актёр (Рё Касэ)                             | Победа    |
| «Голубая лента»              | 2008 | Лучший режиссёр (Масаюки Суо)                      | Победа    |
| премия «Кинэма Дзюмпо»       | 2008 |                                                    |           |
| премия «Кинэма Дзюмпо»       | 2008 | Лучший фильм                                       | Победа    |
| премия «Кинэма Дзюмпо»       | 2008 | Лучшая актёр (Рё Касэ)                             | Победа    |
| премия «Кинэма Дзюмпо»       | 2008 | Лучший режиссёр (Масаюки Суо)                      | Победа    |
| премия «Кинэма Дзюмпо»       | 2008 | Лучший сценарий (Масаюки Суо)                      | Победа    |
| премия «Кинэма Дзюмпо»       | 2008 | Лучший фильм (по итогам читательского голосования) | Победа    |